# Koč
Koč byla malá speciální veslovací plachetnice, která se začala používat od 11. století na ruských velkých řekách a severních mořích.

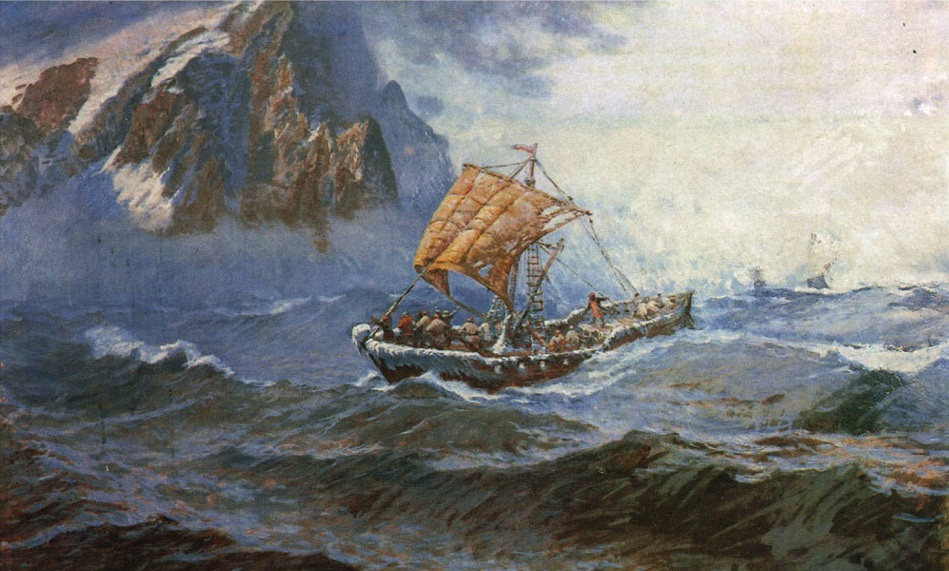
Koč na které se výprava Fjodota Alexejeva Popova vydala Severním ledovým oceánem k Beringovu průlivu a na Kamčatku

## Etymologie
O původu slova koč existuje řada domněnek. Podle etymologa M. Fasmera by slovo koč mohlo být převzato ze středověkého německého slova kogge, tedy koga – běžný typ západoevropských obchodních lodí. Moderní lingvisté ale tuto variantu zpochybňují.
Ruský historik Michail Ivanovič Bělov (1916–1981) předpokládal, že slova koč pochází ze starého ruského slova koca (коца), což znamenalo „dešťová pokrývka“ nebo „knížecí oblečení“. Ve své knize Bělov cituje výňatek z listu cholmogorského lovce Pantěleje Orlova, který zmiňoval zničení kocy (ledového pláště) na lodi, kterou doplul na Novou zemi. Bez kocy si nedokázal Orlov představit zpětnou plavbu do Cholmogor. Bělov tedy předpokládal, že název lodi je odvozen od obložení lodě, které mělo chránit proti ledovým krám.
Jiné domněnky odkazují na podobnost slov koč, kočár, kočí.

## Popis
Koč byla dlouhá 15 až 24 metrů a široká 4,5 až 6 metrů. Nosnost lodě byla asi 50 tun. Aby vydržela sevření v ledovém krunýři měla ploché dno a speciální tvar trupu který byl zhotoven z vyschlého borovicového dřeva. Část trupu pod čárou ponoru byla někdy pobita zinkovým plechem jako ochrana před ledovými krami. Posádka měla obvykle 10 až 15 členů, maximálně 30 členů. Loď neměla žádné palubní nástavby a proto posádka bydlela v jediném podpalubí.
Malé koče měly jeden jednodílný stěžeň s jednoduchou příčnou plachtou, která byla někdy sešita ze sobích kůží. Větší koče měly ještě přední stěžeň s menší příčnou plachtou a zadní menší stěžeň s vratiplachtou. Kormidlo bylo zavěšené na čepech uprostřed zádě. Kormidelník ho ovládal z nekrytého stanoviště jednoduchou pákou.

## Využití
Koče byly původně využívány především Pomory pro plavbu v Bílém moři, později se začaly využívat za Uralem a v 17. století se střediskem výroby stal Jenisejsk. První zdokumentovaná zmínka o koči je z roku 1584, kdy anglický obchodník Anton Marsh, který se pokoušel zapojit do obchodu se Sibiří, popsal ve svém anglickém dopise čtyři lovce kožešin, kteří se vydali k Pečoře na dvou kočích, kdy každá měla posádku o deseti mužích. V ruských zdrojích je koč zmíněna poprvé v roce 1597 v carově listině gubernátorům pro stavbu lodí pro přepravu zásob obílí a lidí na Sibiř.